# بربيت مخطط
بربيت مخطط (الاسم العلمي: Lybius undatus) (بالإنجليزية: Banded Barbet)‏ هو نوع من الطيور يتبع جنس البربيت الأفريقي من الفصيلة البربيتية.